# POD (groupe)
Pour les articles homonymes, voir POD.
P.O.D. (ou POD, abréviation de Payable on Death) est un groupe de metal alternatif chrétien américain, originaire de San Diego, en Californie. Il est formé en 1992. Leur style musical est un mélange de reggae, de rap et de metal chrétien. Le groupe est constitué du chanteur Sonny Sandoval, du guitariste  Marcos Curiel, du batteur Wuv Bernardo et du bassiste Traa Daniels.
Ils comptent un total de huit albums studio, deux EPs, deux albums live, et vendu plus de dix millions de disques dans le monde entier. Au cours de leur carrière, ils sont nommés à trois reprises aux Grammy Awards, et participent à plusieurs bandes-sons pour le cinéma.

## Biographie

### Débuts (1992–1998)
Bien que la date exacte de la création du groupe POD soit inconnue, tout commence au début des années 1990 quand deux amis, Marcos Curiel et Wuv Bernardo, participent à une jam session dans un groupe sans chanteur, Eschatos. À la suite de la mort de sa mère, due à une maladie grave, Sonny Sandoval se convertit au christianisme et est appelé par son cousin Wuv Bernardo à rejoindre POD pour, d'une certaine façon, garder une ligne de conduite comme il le mentionne dans leur DVD, Still Payin' Dues. Traa Daniels rejoint le groupe en 1994 alors qu'ils ont besoin, pour un concert, d'un bassiste pour remplacer Gabe Portillo (qui apparaît dans la démo originale). POD signe ensuite avec un label rock relativement inconnu, Rescue Records, et publie trois albums sous ce label entre 1994 et 1997 : Snuff the Punk, Brown et Payable on Death Live,. 
Peu de temps après la sortie de Payable on Death Live, le label Essential Records offre à POD un contrat de 100 000 $ pour l'enregistrement d'un disque, mais Sonny Sandoval parle au nom de POD quand il dit poliment mais fermement au manager du groupe de décliner l'offre car, « Dieu a un plus grand plan pour POD. » En 1998, John Rubeli de Atlantic Records assiste à un concert à The Roxy sur Sunset Strip, et rapidement, le groupe signe un contrat avec ce label. Peu de temps après, POD sort The Warriors EP, un EP en hommage à leurs fans fidèles et au leader du fan club Jordan Peter Douglas Orava. Cet album marque la transition de Rescue Records à Atlantic Records.

### Consécration (1999–2002)
Sorti en 1999, le troisième album studio de POD The Fundamental Elements of Southtown, donne naissance aux hits Southtown et Rock the Party (Off the Hook), qui devient leur premier clip à atteindre la première place. Peu de temps après l'album de 1999, le titre School of Hard Knocks est présent sur la bande originale du film Little Nicky. Les trois clips sont diffusés de nombreuses fois sur MTV2 et les morceaux deviennent des hits dans les radios de rock. L'album devient alors disque de platine certifié par la RIAA.
En 2001, le même jour que les attentats du 11 septembre, le groupe sort son quatrième album studio, Satellite. Le premier single de l'album, Alive, devient l'un des clips les plus diffusés de l'année sur MTV et MTV2. La popularité du clip, ainsi que le message positif délivré par la chanson, aide le morceau à devenir un énorme hit radio. Le second single de l'album, Youth of the Nation, est influencé en partie par les massacres à Santana High School, Columbine High School, et Granite Hills High School. Les singles de 2002, Boom et Satellite, deviennent également très populaires. De plus, le dernier morceau de l'album, Portrait, reçoit un certain nombre de récompenses et est nommé, en 2003, aux Grammy Awards dans la catégorie meilleure performance en metal. Satellite est certifié triple disque de platine par la RIAA.

### Départ de Marcos etPayable on Death(2003–2006)
Le 19 février 2003, le guitariste Marcos Curiel quitte le groupe à cause d'un projet parallèle qu'il mène, The Accident Experiment, et de « divergences spirituelles » avec les autres membres du groupe. Cependant, Marcos explique avoir été expulsé du groupe,. 

Sonny, Wuv et Traa sont dévastés par le départ de Marcos. Ils envisagent de dissoudre le groupe mais décident finalement de rester ensemble et de recruter un autre guitariste. Curiel est alors remplacé par Jason Truby, ancien membre du groupe de metal chrétien Living Sacrifice, qui contribue à l'enregistrement du single Sleeping Awake, pour la bande originale du film The Matrix Reloaded. Dans une interview accordée à Yahoo! Music, Sonny déclare que Jason est la raison pour laquelle le groupe est toujours ensemble, 

« Il nous a fait une faveur en nous aidant sur cette chanson, et puis une fois que tout a été dit et fait ça a, en quelque sorte, confirmé que nous devions peut-être continuer à faire ce que nous aimions… et c'est faire de la musique. Donc, maintenant il nous aide à le faire. »

Le 4 novembre 2003, POD sortent leur cinquième album studio, Payable on Death, qui marque l'évolution de leur son hard rock bien connu vers un son plus sombre et plus mélodique. L'album est très controversé à cause sa couverture « occulte », ce qui conduit près de 85 % des librairies chrétiennes, à travers les États-Unis, à interdire l'album. Grâce aux singles Will You et Change the World, extraits de l'album, celui-ci se vend à plus de 520 000 exemplaires et devient disque d'or. Quelque temps après le tsunami en Asie, de nombreux chanteurs, musiciens, acteurs et actrices, y compris Sonny et Wuv, participent à l'enregistrement de Forever in Our Hearts, dont tous les bénéfices sont reversés aux secours du tsunami.

### Nouveau départ (2006)
La sortie de Testify était prévue pour décembre 2005, mais est finalement repoussée au 24 janvier 2006. Le 15 novembre 2005, le groupe sort The Warriors EP, Volume 2, qui contenait des démos de l'album à venir, pour aider les fans à anticiper et attendre la sortie prévue pour janvier. Le premier single de l'album, Goodbye for Now, avec Katy Perry en featuring, devient quelques jours plus tard vidéo numéro un sur MTV, avec une solide présence radio, elle est aussi devenue la quatrième vidéo #1 du groupe sur Total Request Live. Le second single de l'album, Lights Out connait un succès mineur, mais est désigné comme « l'hymne officiel » des Survivor Series 2005 de la WWE, le 27 novembre 2005. Comme autre contribution à la WWE, ils ont composé la musique d'entrée du catcheur Rey Mysterio (originaire de San Diego), 'Booyaka 619, qu'ils ont interprétée en live lors du WrestleMania 22. Pour promouvoir leur dernier album, POD part au mois d'avril 2006 pour une tournée internationale, le Warriors Tour 2: Guilty by Association, en compagnie des groupes Pillar, The Chariot et Maylene and the Sons of Disaster.
Le 11 août 2006, les membres de POD annoncent dans leur lettre d'information qu'ils quittent Atlantic Records,. Dans la lettre d'information, ils déclarent : "POD a quitté Atlantic Records. Nous avons été fiers d'être des artistes d'Atlantic Records, mais ce n'est plus notre place. Durant la plupart du temps que nous avons passé chez Atlantic Records, nous avons été bénis par un staff qui a été bienveillant envers notre vision, notre foi, et notre amour de la musique… ce qui a eu pour résultat un total de plus de 7 millions de disques vendus. Il est temps de rêver à nouveau avec un nouveau staff et nous partons le cœur reconnaissant. Par le peuple, pour le peuple - POD - août 2006".
Le 16 septembre 2006, le groupe annonce qu'ils font équipe avec Rhino Records pour sortir un album Greatest Hits. L'album, nommé Greatest Hits: The Atlantic Years, sort le 21 novembre 2006. Ils réalisent une vidéo pour leur single Going In Blind, l'une des deux nouvelles chansons incluses dans leur dixième album. Ils rencontrent divers labels pour partir sur de nouvelles bases et commencer à travailler sur un album qu'ils espèrent sortir mi-2007.
Dans une déclaration sur le MySpace du groupe, leur manager Tim Cook annonce officiellement, le 31 décembre 2006, que Jason Truby quitte le groupe. Ils disent qu'ils ont vu à ce moment-là l'action de Dieu, car le même jour où Jason décide de quitter le groupe, Marcos demande à y revenir. Marcos rejoue, pour la première fois depuis son départ, à l'occasion d'un épisode de l'émission Jimmy Kimmel Live!, lors du réveillon de la Saint-Sylvestre 2006.

### Nouveau style (2007–2009)

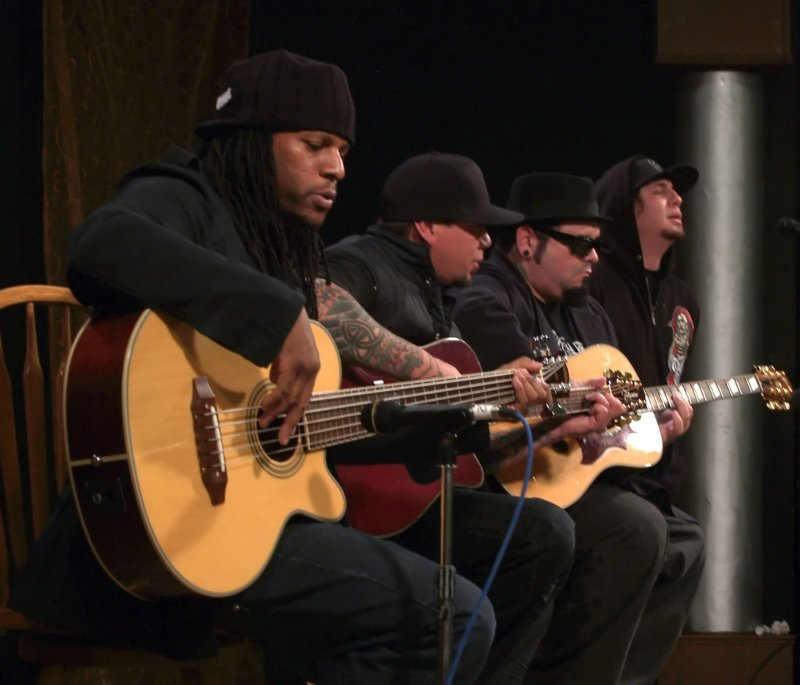
POD, à San Diego, en 2008.

Le 2 février 2007, le groupe signe un nouveau contrat avec INO Records. Le 13 mai 2007, le groupe fait son apparition dans l'émission animée par Carlos Mencia, Mind of Mencia, 
diffusée sur Comedy Central, à l'occasion de la première du nouveau clip de Carlos pour la chanson Beaner Man. Dans ce clip, le groupe joue des instruments et crie le refrain, alors que Carlos rappe les paroles et porte de faux dreadlocks pour parodier le chanteur Sonny Sandoval,.
Le 1er juin 2007, au Rockbox de San Diego, le groupe révèle et interprète une nouvelle chanson intitulée Condescending, peu de temps après, le 16 juin 2007, ils interprètent une autre nouvelle chanson lors du Journeys Backyard BBQ tour 2007, intitulée Addicted. Ils révèlent, à cette période-là, le titre de leur nouvel album, When Angels and Serpents Dance. Le 4 août 2007, POD joue au Angel Stadium of Anaheim lors de l'annuel Harvest Crusade et interprète pour l'occasion une nouvelle chanson intitulée I'll Be Ready, qui à l'origine aurait dû s'appeler When Babylon Come for I, devant une foule de 42 000 personnes, la plus grosse affluence de cet événement de trois jours.
Pour faire patienter les fans jusqu'à la sortie de When Angels and Serpents Dance, la pochette de l'album est officiellement révélée le 10 décembre 2007. Le premier single, Addicted, est diffusé pour la première fois le 19 février 2008 et fait bonne impression dans le classement Mainstream Rock Tracks en atteignant le top #30. L'album « When Angels and Serpents Dance » sort le 8 avril 2008.
Pendant le mois de septembre 2008, POD joue aux côtés de Redline, Behind Crimson Eyes, Alter Bridge et Disturbed dans le cadre du Music As A Weapon Tour 2008 en Australie. Au mois de novembre, POD commence sa première tournée en Amérique du Sud avec cinq concerts au Brésil, un au Chili et un en Colombie. La tournée européenne, prévue début 2009, avec le groupe Filter, est annulée. Cependant, en février 2009, Disney annonce que POD fera une apparition, la première de l'année, lors de la Disney's Night of Joy les 11 et 12 décembre. D'autres groupes participent à cet événement, tels que MercyMe, newsboys, Flyleaf, Skillet, Jars of Clay, Kutless, Leeland et bien d'autres. Le chanteur Sonny Sandoval explique lors de l'événement : « il y a des années, nous étions priés de jouer partout mais jouer à Disney World m'excite plus que tout. » Le 19 novembre 2009, le groupe joue quelques-unes de ses chansons lors d'un concert caritatif pour Chi Cheng, le bassiste de Deftones. Le concert se déroule à Avalaon, Hollywood.

### Murdered Love(2010–2013)
Le 16 décembre 2009, Wuv poste une vidéo de Marcos Curiel et lui disant que POD commençait à enregistrer leur prochain album qui devait sortir en 2010. POD annonce une tournée de 11 dates en Amérique du Sud, entre mars et avril 2010. La sortie de leur nouvel album est repoussée pour l'année 2011. L'enregistrement était prévu pour décembre 2010 et janvier 2011, et l'album mélangera un peu tous les genres, un peu de hip-hop, de reggae, de punk rock. Finalement la production de l'album se termine en janvier 2012 et le disque sort le 10 juillet 2012, plus de quatre ans après le précédent album. Le groupe part en tournée la même année avec Shinedown et Three Days Grace.
Le 22 octobre 2013, P.O.D. publie la version de luxe de Murdered Love. L'album comprend les versions originales partiellement remixées accompagnées des chansons bonus Find a Way, Burn it Down, des versions acoustiques de Beautiful et West Coast Rock Steady, une version remixée de On Fire, et un clip vidéo de Murdered Love, Beautiful, Higher, et Lost In Forever.

### So-Cal SessionsetThe Awakening(depuis 2014)
En 2014, POD annonce un album acoustique pour la fin de l'année. Le 24 octobre 2014, POD annonce un nouveau contrat avec le label T-Boy Records et un nouvel album. SoCal Sessions est publié le 17 novembre 2014 et comprend des chansons telles que Alive et Youth of the Nation. Il est suivi par un autre album, The Awakening, annoncé pour le 21 août 2015, et encore une fois produit par Benson avec Maria Brink de In This Moment et Lou Koller de Sick of It All.
Le 17 mai 2016, le groupe annonce sa participation à la tournée Make America Rock Again.

## Membres

### Membres actuels
- Sonny Sandoval − chant, paroles (depuis 1992)
- Wuv Bernardo − batterie, percussions, chant, guitare rythmique (seulement pour les live acoustiques) (depuis 1992)
- Traa Daniels − basse, chant (depuis 1994)
- Marcos Curiel − guitare, chant (1992–2003, depuis 2006)

### Anciens membres
- Gabe Portillo − basse (1992–1994)
- Jason Truby − guitare, chant (2003–2006)

### Membres additionnels
- Tim Pacheco − percussions (2006)
- ODZ − guitare (2006)
- DJ Circa - platines (1999)
- Santos - percussions (1999)
- Mikeski Degracia - platines (1996)

## Discographie
- 1994 : Snuff the Punk
- 1996 : Brown
- 1999 : The Fundamental Elements of Southtown
- 2001 : Satellite
- 2003 : Payable on Death
- 2006 : Testify
- 2008 : When Angels & Serpents Dance
- 2012 : Murdered Love
- 2015 : The Awakening
- 2018 : Circles
- 2024 : Veritas